# 윤영춘
윤영춘(尹永春, 1912년 2월 29일 ~ 1978년 4월 29일)은 일제강점기와 대한민국의 시인, 영문학자, 중문학자, 수필가이다.

## 생애
호는 활빈(活斌), 활엽(活葉), 본관은 파평(坡平)이고 함경북도 회령에서 출생하였으며 지난날 한때 함경북도 청진에서 잠시 유아기를 보낸 적이 있는 그는 훗날 중국 만주 북간도에서 성장하였다.
1933년 《신동아》에 시를 발표하여 문단에 데뷔한 그의 주요 저서로는 《중국문학사》, 《중국 시선》, 시집에 《무화과》, 《하늘은 안다》 등이 있다.
시인 윤동주의 5촌 당숙이며, 가수 윤형주의 아버지이다.

## 학력
- 만주 북간도 명동소학교 졸업
- 일본 도쿄 메이지 중학교 졸업
- 일본 니혼 대학교 영어영문학과 학사
- 미국 프린스턴 대학교 대학원 영어영문학과 문학석사

## 가족 및 친인척 관계
- 첫째 아들 : 윤형주
- 둘째 아들 : 윤병주
- 셋째 아들 : 윤정주
- 5촌 조카 : 윤동주
- 5촌 조카 : 윤일주 - 시인, 건축학자. 前 성균관대학교 교수.
  - 재종손: 윤인석
- 5촌 조카 : 윤성주
- 5촌 조카 : 윤광주

## 윤영춘을 연기한 배우

### 영화
- 쎄시봉 (2015년) - 권혁풍

## 같이 보기
| - 신동아 - 동아일보 - 윤동주 - 김소월 - 김영랑 - 문익환 - 박두진 - 박목월 | - 김성수 - 송진우 - 안병욱 |